# 梅可望
梅可望（1918年3月16日—2016年4月1日） ，字孝思，生於中華民國湖南省臨湘縣桃林鎮鍾梅村，政治人物、教育家。曾任東海大學、中央警官學校等校校長，以及台灣促進中國現代化基金會董事長。

## 生平

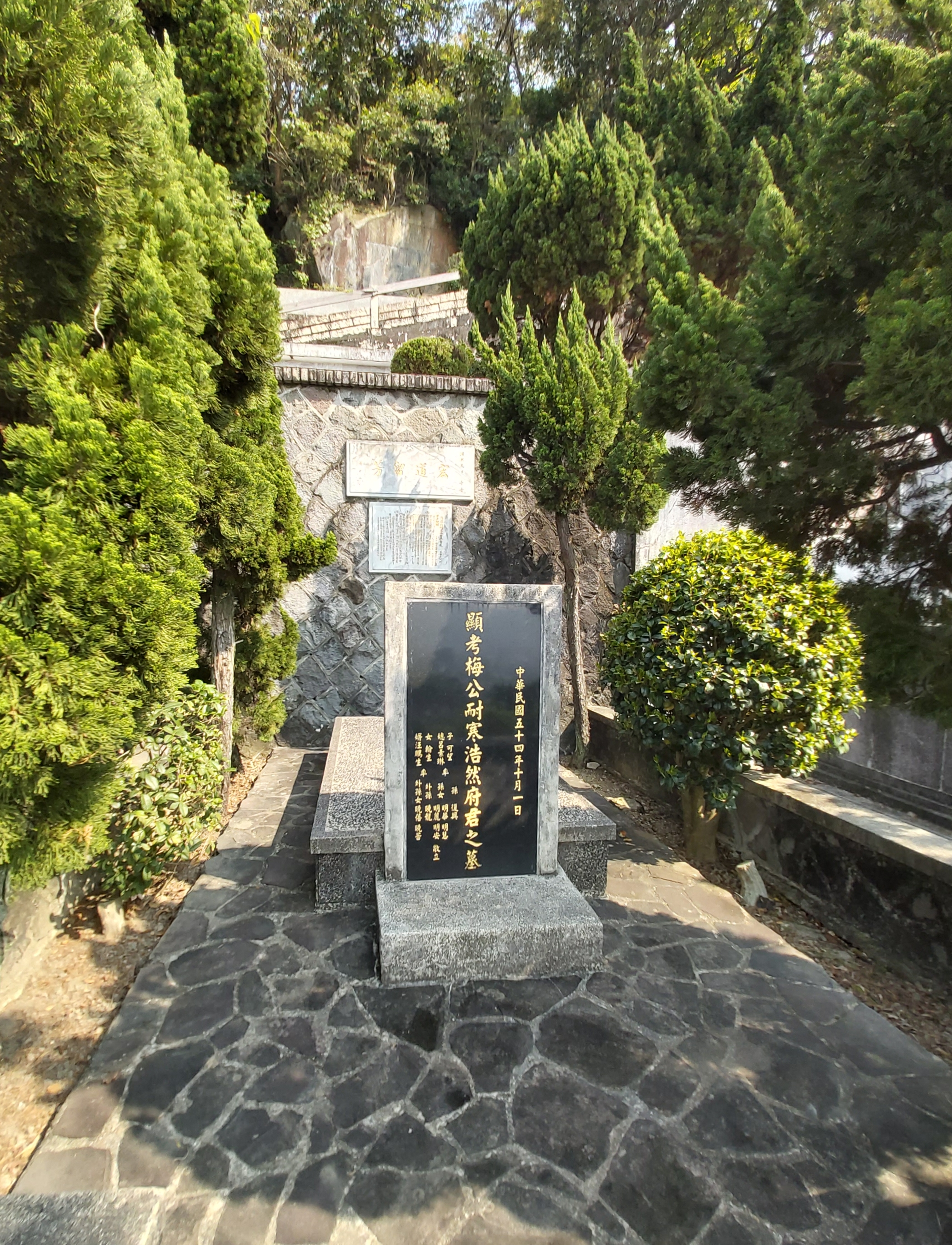
梅可望父親梅浩然之墓，梅父為基督教牧師，1949年大陸失陷後自香港輾轉來臺定居。

美國華盛頓州立大學警察行政碩士、密西根州立大學哲學博士。
梅可望歷任行政院青年輔導委員會祕書長、國防部司長、亞太文社中心祕書長及台大、師大、中興、文化等大學教授。
1966年至1973年間，梅可望任中央警官學校校長。
1978年至1992年間，梅可望任東海大學校長。1984年，黨外運動政論雜誌《蓬萊島週刊》刊出評論〈梅可望當家，東海沒可望〉，批評梅可望任東海大學校長是中國國民黨企圖控制私立大學，同時批評了馮滬祥。此報導刊登後，馮滬祥控告蓬萊島雜誌社負責人陳水扁、黃天福、李逸洋三人毀謗；法院判決馮滬祥勝訴，陳水扁等三人因此短暫入獄，為蓬萊島雜誌案。
梅可望曾創辦中華民國水上救生協會並擔任首任會長，及創辦中華民國幸福家庭促進協會並任職創會理事長。
2011年，梅可望挑戰攀登黃山好漢坡，臉不紅氣不喘，徹底實踐健康十訣是他的不老關鍵。
2016年4月1日清晨，於東海大學宿舍逝世，享年98歲。